# Aion: The Tower of Eternity
Pour les articles homonymes, voir Aion.
 (mars 2020).
Si vous disposez d'ouvrages ou d'articles de référence ou si vous connaissez des sites web de qualité traitant du thème abordé ici, merci de compléter l'article en donnant les références utiles à sa vérifiabilité et en les liant à la section « Notes et références ».
Aion: The Tower of Eternity (en coréen : 아이온: 영원의 탑) souvent abrégé en Aion est un jeu vidéo sud-coréen de type jeu de rôle en ligne massivement multijoueur (MMORPG), édité et développé par NCsoft. Il est sorti en novembre 2008 en Corée, en avril 2009 en Chine, puis en septembre 2009 en Amérique du Nord et en Europe.
Au 20 mai 2009, Aion comptait 3,5 millions d'abonnés en Asie.
Depuis le 29 février 2012, le jeu utilise le modèle du free to play,,  sur les serveurs européens. Les serveurs américains et coréens, sont eux toujours dans un modèle pay to play.
À la différence de Lineage II, précédent MMORPG de NCsoft qui fut développé pour le marché coréen, puis exporté sur les marchés américains et européens, Aion: The Tower of Eternity est développé à la fois pour le marché asiatique et occidental. Ce dernier est géré par la division NCsoft West qui couvre l'Europe, l'Amérique du Nord et du Sud, ainsi que l'Australie et la Nouvelle-Zélande. La distribution des boites du jeu est quant à elle assurée par Ubisoft.

## Trame

### Synopsis
Le jeu se déroule dans le monde d'Atréia, où vivaient les humains et les Balaurs (créatures maléfiques semblables à des dragons). Dans leur quête de pouvoir, ces derniers ont détruit la Tour d'Éternité, représentation physique du dieu Aion. Il s'est ensuivi un cataclysme qui a divisé le monde en deux parties et séparant les habitants en deux factions :
D'une part, les Elyséens, représentés au premier abord comme des anges, ce sont les humanoïdes ayant survécu dans la partie inférieure du monde d'Atréia, Elyséa. Vivant dans un monde qui baigne dans la lumière du soleil et ayant peu de différences avec l'ancien (en dehors des précédents événements), leur apparence physique ne change pas d'antan : des ailes d'un blanc éclatant et une peau plutôt claire. D'autre part, les Asmodiens, « humains » ont été obligés de survivre dans la partie supérieure d'Atréia, Asmodae, après la destruction de la tour. Contraints de se terrer dans les ténèbres, les Asmodiens ont développé des griffes, des yeux rouges, une crinière, une peau sombre et arborent des ailes noires.
Ces deux races comprennent un rang divin, les Daevas immortels, principaux acteurs du monde d'Aion. Ce sont ces personnages qui sont dotés d'ailes et de pouvoir divins.
Les Balaurs, eux, furent bannis sur la partie extérieure d'Atreia, Balauréa. Cependant, ils sont parvenus à s'échapper de leur prison, représentant à nouveau une menace pour le monde.

### Univers

#### Atreïa
Le monde d'Aion appelé Atreïa est divisé en quatre parties:
À l'extérieur de la planète se trouve Balauréa, la terre des Balaurs, à l'intérieur de la planète se trouve Elysea où vivent les Elyséens, Asmodae où vivent les Asmodiens, et au centre, les Abysses, zone conflictuelle parsemée de failles (brèches dans l'espace-temps) où s'opposent les trois factions.
Le monde est représenté par une planète creuse séparée en deux parties opposées ; les Elyséens sont du côté exposé à la lumière, les Asmodiens du côté plongé dans l'ombre, les Balaurs sont sur le pourtour d'Atréia (qui serait la zone habitée sur notre planete)  qui est un lieu de litiges et d'affrontement.

#### Races
Les races jouables sont les Élyséens et les Asmodiens. Les races contrôlées par l'IA sont les Balaurs, les Kralls, les Maus et les Shugos.
Les différentes races évoluent dans des environnements différents au début du jeu, cependant dans certaines zones et certain moments, il est possible de trouver des failles qui relient les mondes d'Asmodae et d'Elysea, pour pouvoir jouer en PvP (Player Versus Player, soit Joueur contre Joueur).
Enfin, la zone abyssale peut être fréquentée par toutes les races mais n'est accessible qu'aux joueurs ayant un niveau au moins égal à 25, et ayant fait les missions d'accès données par Balder au temple sacré de Pandaemonium du côté Asmodien et par Jucléas dans le Lycéum au Sanctum.

## Système de jeu

### Généralités
Aion met en confrontation les trois factions, Élyséens, Asmodiens et Balaurs, dans un univers de conflit évolutif, le "PvPvE", qui mélange à la fois le PVP (Player Versus Player, donc joueur contre joueur) et le PVE (Player Versus Environment, donc joueur contre l'environnement du jeu). Les joueurs ont la possibilité d'incarner les Élyséens ou les Asmodiens, la troisième faction (les Balaurs) étant entièrement gérée par l'intelligence artificielle avec une grande liberté d'action, elle n'est donc pas jouable.
L'originalité d'Aion réside dans un univers autorisant le jeu aérien. En effet, dans certaines régions, le joueur aura la possibilité de voler dans le ciel (il y a aussi beaucoup de zones où le vol est impossible) pour accomplir des quêtes, récolter des ressources ou même combattre des adversaires. Il est également possible de créer son propre personnage, lui trouver de nouveaux équipements ou de nouvelles armes. Il faut tout d'abord choisir entre la race élyséenne ou asmodienne, puis entre 6 classes : guerrier (devenant Gladiateur ou Templier), éclaireur (devenant Assassin ou Rôdeur), mage (devenant Sorcier ou Spiritualiste), prêtre (devenant Clerc ou Aède), artiste (devenant Barde ou Impressionniste), ingénieur (devenant Pistolero ou Ethertech). Le jeu débute dans une région propre à la race (Ishalgen pour les Asmodiens et Poeta pour les Elyséens). À partir du niveau 10, il est possible de choisir une sous-classe, afin de se spécialiser. Le niveau maximal est 85.

### Classes
Après la création du personnage avec le système de personnalisation poussé, le joueur choisit une classe parmi les six disponibles, qui se spécialisera à partir du niveau 10 dans un rôle spécifique, en deux sous-classes.
| Guerrier                | Éclaireur           | Mage                      | Prêtre         | Ingénieur               | Artiste                   |
| ----------------------- | ------------------- | ------------------------- | -------------- | ----------------------- | ------------------------- |
| - Gladiateur - Templier | - Assassin - Rôdeur | - Sorcier - Spiritualiste | - Aède - Clerc | - Ethertech - Pistolero | - Barde - Impressionniste |

### Combos
Les combats dans Aion mélangent système classique des MMORPG et des combos. Ceux-ci sont en fait une suite d'attaques : pour pouvoir lancer un sort « Z » il faut parfois remplir certaines conditions qui diffèrent selon le sort ou l'attaque :
- 1 Il faut avoir lancé le sort « Y ».
- 2 Avoir bloqué/paré/esquivé/résisté à une attaque ennemie.
- 3 Que l'ennemi soit dans un état anormal, au sol/assommé/endormi/de dos/en l'air.
- 4 Avoir raté notre attaque ou que l'ennemi l'ait esquivée/y ait résisté.
- 5 Se retrouver dans un état anormal, trébuché/assommé/en l'air.
- 6 Le hasard permet aussi de débloquer des enchaînements.

Les combos peuvent aller jusqu'à 4 compétences à enchaîner, ces compétences ayant des effets souvent plus puissants et dévastateurs.

### Vol
Il existe de nombreux aspects du vol à Aion, qui joue un rôle essentiel dans les voyages, les combats, les quêtes et l'artisanat. Le vol n'est autorisé que dans certaines zones, appelées zones de vol. Le vol est initialement limité à 60 secondes mais peut être augmenté avec divers armures, titres et autres objets dans le jeu, en particulier des ailes, qui peuvent être obtenus à partir du niveau 10. Un joueur peut également utiliser des potions pendant le vol qui s'ajoutent à ses capacités temps de vol restant, jusqu'au maximum actuel. Cependant, l'aspect le plus important est la glisse, qui contrairement au vol réel est possible partout dans le jeu (à quelques exceptions près) et permet de traverser facilement des gouffres ou des pentes qui autrement bloqueraient le chemin du joueur.

### Quêtes
Il existe trois types de quêtes à Aion: les quêtes ordinaires, les quêtes de campagne et les ordres de travail. Les quêtes ordinaires nécessitent que le joueur accomplisse une tâche pour recevoir une récompense. Les quêtes de campagne sont centrées sur l'histoire et sont cruciales pour la progression des joueurs. Les ordres de travail sont utilisés pour augmenter les compétences dans une profession choisie. Certaines quêtes sont répétables. Certaines quêtes, en particulier les quêtes de campagne, ne peuvent pas être partagées ou abandonnées.

## Développement
Le jeu utilise le moteur 3D CryENGINE de Crytek Studios et a reçu le prix des meilleurs graphismes attribué par le site Ten Ton Hammer lors de la Games Convention de Leipzig 2007.

## Extension

### Aion: Assault on Balaurea
Sorti le 7 septembre 2010, cette extension fait évoluer l'histoire et le terrain du jeu en élargissant le monde du jeu d'Atreia bien au-delà des territoires traditionnels d'Asmodae et d'Elysea. Dans cette extension, les deux factions mènent le combat contre les envahisseurs balaurs dans leur patrie, Balaurea. Les joueurs recevront de nouveaux défis; des instances et des zones nouvelles et mises à jour; une augmentation de la capacité de niveau de 50 à 55; et de nouvelles armes, objets, compétences et mécanismes de vol. L'extension introduit également des familiers donnant des avantages en jeu qui deviendront rapidement des compagnons de personnage constants.
Alors que Assault on Balaurea est une extension gratuite pour les joueurs de NA et de l'UE, NCsoft a publié une version de boîte de vente au détail avec un contenu bonus tel qu'un animal de compagnie dans le jeu, qui varie selon le revendeur.

### Aion: The Promised Lands/3.0 Ascension
Sorti le 15 août 2012, The Promised Lands (Ascension sur NA) emmène Aion plus loin dans Balaurea, y compris les zones où les factions adverses doivent travailler avec les Réians pour repousser les Balaurs à Tiamaranta, où les joueurs affrontent Dragon Lord Tiamat dans sa forteresse. Avec de nouvelles quêtes, instances et mécaniques de jeu (y compris un nouveau niveau maximum de 60), les joueurs rencontreront un large éventail de nouveaux ensembles d'armures et d'armes PvP et PvE avec un niveau de personnalisation plus large qu'auparavant.

### Aion 4.0: Dark Betrayal
Sorti le 26 juin 2013, "Dark Betrayal" propose deux nouvelles classes, le Pistolero et le Barde, ainsi que trois nouvelles zones, Katalam, Danaria et Idian Depths, ainsi que l'augmentation du niveau maximum à 65.

### Aion 4.5: Steel Cavalry
Le 29 janvier 2014, le patch 4.5 "Steel Cavalry" a ajouté une autre classe, les Éthertech, qui utilisent des "montures mécaniques magiques pour déclencher des attaques à courte et longue distance", selon un communiqué de presse de NCSoft.

### Aion 4.8: Upheaval
Sorti le 17 juin 2015, "Upheaval" propose deux nouvelles zones, Cygnea et Enshar, de nouvelles compétences pour chaque classe du jeu, et de nombreuses interfaces utilisateur dans le jeu ont été remaniées, telles que les compétences UI. Le système Stigma a également été remanié dans la mise à jour avec d'autres modifications du jeu, y compris la suppression de quelques cartes qui ne sont plus disponibles.

### Aion 5.0, 5.1 ,5.3: Echoes of Eternity
Sorti le 13 juillet 2016, "Echoes of Eternity" propose deux nouvelles zones, Iluma et Norsvold, une augmentation du niveau maximum à 75, un changement d'apparence et d'interfaces mécaniques, en particulier concernant le mécanisme de mise à niveau, et ajout de l'histoire  et des mécaniques du Haut-Daeva,.

### Aion 6.0: Refly
Sorti le 17 janvier 2018, "Refly" propose une nouvelle zone, Lakrum, disponible pour les deux races et modifie l'ordre des champs. La mise à jour augmente le niveau maximum à 80 et supprime le système de Haut-Daeva. Un compagnon a également été introduit, qui accompagnera le personnage lors de son développement, et l'élimination de 6 cartes et de l'abîme.

### Aion 7.0
Sorti le 24 juillet 2019, "Aion 7.0" propose une nouvelle classe : l’Impressionniste, une nouvelle région de Dumaha, une nouvelle instance le Laboratoire de développement de Stella,.
Des nouveaux défis,: 
- Deux nouvelles missions de Lugbug.
- La Tour des épreuves propose aussi un nouveau niveau de difficulté et un nouveau classement saisonnier.
- L'instance de Narakkalli en mode solitaire.
- Le boss à vaincre dans l'Atelier de Prometun en mode difficile est très coriace. Mais le mode normal est désormais légèrement plus facile.

## Évolution

### Serveurs
Gameforge Europe dispose de quatre serveurs free-to-play pour permettre aux joueurs de jouer et NCsoft dispose de cinq serveurs spéciaux contenant des univers et des zones permanente de jeux.
| Nom du serveur | Communauté/contenu |
| -------------- | ------------------ |
| Odin           | Allemande          |
| Ragnarok       | Française          |
| Sillus         | Internationale     |
| Stormwing      | Internationale     |

### Passage enfree-to-play
Le passage en free-to-play du MMORPG Aion, qui s'est fait via un accord entre NCsoft et Gameforge, a permis à la licence de se relancer dans le monde des jeux en ligne avec la création de 750 000 nouveaux comptes sur les serveurs,.
Depuis février 2012 les serveurs européens d'Aion sont gérés par Gameforge.

## Musique
L'album officiel "Aion: The Tower of Eternity Original Soundtrack" est sortie en un seul CD comprenant 22 titres écrits par le compositeur Yang Bang-Ean (également connu sous le nom de Kunihiko Ryo au Japon). La bande originale est sortie au Japon et en Corée le 21 octobre 2008, ainsi qu'en Amérique du Nord et en Europe dans le cadre de l'édition collector. La bande originale est également sortie sur iTunes le 20 octobre 2009.
Toutes les chansons sont écrites et composées par 0997656121.
| AION ~ The Tower Of Eternity ~ track list | AION ~ The Tower Of Eternity ~ track list | AION ~ The Tower Of Eternity ~ track list | AION ~ The Tower Of Eternity ~ track list | AION ~ The Tower Of Eternity ~ track list | AION ~ The Tower Of Eternity ~ track list | AION ~ The Tower Of Eternity ~ track list | AION ~ The Tower Of Eternity ~ track list | AION ~ The Tower Of Eternity ~ track list | AION ~ The Tower Of Eternity ~ track list |
| No                                        | Titre                                     | Durée                                     |                                           |                                           |                                           |                                           |                                           |                                           |                                           |
| ----------------------------------------- | ----------------------------------------- | ----------------------------------------- | ----------------------------------------- | ----------------------------------------- | ----------------------------------------- | ----------------------------------------- | ----------------------------------------- | ----------------------------------------- | ----------------------------------------- |
| 1.                                        | The Tower of Eternity                     | 4:01                                      |                                           |                                           |                                           |                                           |                                           |                                           |                                           |
| 2.                                        | The Wings of Knight (original version)    | 2:54                                      |                                           |                                           |                                           |                                           |                                           |                                           |                                           |
| 3.                                        | A Fairy of The Peace                      | 4:30                                      |                                           |                                           |                                           |                                           |                                           |                                           |                                           |
| 4.                                        | Kingdom of Light                          | 4:30                                      |                                           |                                           |                                           |                                           |                                           |                                           |                                           |
| 5.                                        | Song of Moonlight                         | 3:24                                      |                                           |                                           |                                           |                                           |                                           |                                           |                                           |
| 6.                                        | Solid State Battle                        | 3:06                                      |                                           |                                           |                                           |                                           |                                           |                                           |                                           |
| 7.                                        | Death Waltz                               | 2:44                                      |                                           |                                           |                                           |                                           |                                           |                                           |                                           |
| 8.                                        | Magma & Beast                             | 3:14                                      |                                           |                                           |                                           |                                           |                                           |                                           |                                           |
| 9.                                        | Blue Forest                               | 3:13                                      |                                           |                                           |                                           |                                           |                                           |                                           |                                           |
| 10.                                       | Forgotten Sorrow (English version)        | 4:02                                      |                                           |                                           |                                           |                                           |                                           |                                           |                                           |
| 11.                                       | Step to The Next World                    | 3:20                                      |                                           |                                           |                                           |                                           |                                           |                                           |                                           |
| 12.                                       | Darkness in Your Heart (Korean version)   | 3:28                                      |                                           |                                           |                                           |                                           |                                           |                                           |                                           |
| 13.                                       | Voices from The Ruins                     | 4:35                                      |                                           |                                           |                                           |                                           |                                           |                                           |                                           |
| 14.                                       | Attack The Unsion                         | 2:17                                      |                                           |                                           |                                           |                                           |                                           |                                           |                                           |
| 15.                                       | Arabesque                                 | 2:12                                      |                                           |                                           |                                           |                                           |                                           |                                           |                                           |
| 16.                                       | Dream of The Shepherd                     | 2:59                                      |                                           |                                           |                                           |                                           |                                           |                                           |                                           |
| 17.                                       | Red Land                                  | 3:40                                      |                                           |                                           |                                           |                                           |                                           |                                           |                                           |
| 18.                                       | Dark's Innocence                          | 3:30                                      |                                           |                                           |                                           |                                           |                                           |                                           |                                           |
| 19.                                       | Raging Strings                            | 3:23                                      |                                           |                                           |                                           |                                           |                                           |                                           |                                           |
| 20.                                       | Flying Dragon                             | 3:20                                      |                                           |                                           |                                           |                                           |                                           |                                           |                                           |
| 21.                                       | Heaven's Gate                             | 3:21                                      |                                           |                                           |                                           |                                           |                                           |                                           |                                           |
| 22.                                       | Forgotten Sorrow                          | 3:55                                      |                                           |                                           |                                           |                                           |                                           |                                           |                                           |
| 72 Minutes                                |                                           |                                           |                                           |                                           |                                           |                                           |                                           |                                           |                                           |

Le deuxième album officiel intitulé "AION - Annales of Atreia" est sorti le 10 mai 2010 via l'iTunes Store pour $9,99 USD. Les compositeurs Inro Joo et Wonki Kim ont créé la bande originale avec l'Orchestre symphonique national tchèque.
| Aion – Annales of Atreia ~ track list | Aion – Annales of Atreia ~ track list                    | Aion – Annales of Atreia ~ track list | Aion – Annales of Atreia ~ track list | Aion – Annales of Atreia ~ track list | Aion – Annales of Atreia ~ track list | Aion – Annales of Atreia ~ track list | Aion – Annales of Atreia ~ track list | Aion – Annales of Atreia ~ track list | Aion – Annales of Atreia ~ track list |
| No                                    | Titre                                                    | Durée                                 |                                       |                                       |                                       |                                       |                                       |                                       |                                       |
| ------------------------------------- | -------------------------------------------------------- | ------------------------------------- | ------------------------------------- | ------------------------------------- | ------------------------------------- | ------------------------------------- | ------------------------------------- | ------------------------------------- | ------------------------------------- |
| 1.                                    | Prologue – Birth                                         | 1:39                                  |                                       |                                       |                                       |                                       |                                       |                                       |                                       |
| 2.                                    | Chapter 1 – Dawn                                         | 1:19                                  |                                       |                                       |                                       |                                       |                                       |                                       |                                       |
| 3.                                    | Chapter 2 – Becoming                                     | 3:36                                  |                                       |                                       |                                       |                                       |                                       |                                       |                                       |
| 4.                                    | Chapter 3 – Conspiracy                                   | 3:28                                  |                                       |                                       |                                       |                                       |                                       |                                       |                                       |
| 5.                                    | Chapter 4 – Collapse                                     | 2:12                                  |                                       |                                       |                                       |                                       |                                       |                                       |                                       |
| 6.                                    | Chapter 5 – Disruption                                   | 1:17                                  |                                       |                                       |                                       |                                       |                                       |                                       |                                       |
| 7.                                    | Chapter 6 – Deva's Marcia                                | 2:53                                  |                                       |                                       |                                       |                                       |                                       |                                       |                                       |
| 8.                                    | Chapter 7 – Blessed Land                                 | 2:57                                  |                                       |                                       |                                       |                                       |                                       |                                       |                                       |
| 9.                                    | Chapter 8 – Darkened Land                                | 2:23                                  |                                       |                                       |                                       |                                       |                                       |                                       |                                       |
| 10.                                   | Chapter 9 – Abyss                                        | 1:56                                  |                                       |                                       |                                       |                                       |                                       |                                       |                                       |
| 11.                                   | Chapter 10 – Banned Reunion                              | 1:31                                  |                                       |                                       |                                       |                                       |                                       |                                       |                                       |
| 12.                                   | Chapter 11 – Chaos                                       | 2:36                                  |                                       |                                       |                                       |                                       |                                       |                                       |                                       |
| 13.                                   | Chapter 12 – Irreversible 1000 Years: Tchaikovsky Homage | 2:32                                  |                                       |                                       |                                       |                                       |                                       |                                       |                                       |
| 14.                                   | Chapter 13 – Aion, Chapter 14 – Quietude                 | 2:41                                  |                                       |                                       |                                       |                                       |                                       |                                       |                                       |
| 15.                                   | Chapter 15 – Annales of Atreia: Main Theme               | 5:44                                  |                                       |                                       |                                       |                                       |                                       |                                       |                                       |
| 16.                                   | Chapter 16 – Epilogue – Deva's Oratorio                  | 3:28                                  |                                       |                                       |                                       |                                       |                                       |                                       |                                       |
| 17.                                   | Shugo Medley (bonus track)                               | 5:36                                  |                                       |                                       |                                       |                                       |                                       |                                       |                                       |
| 47.7 Minutes                          |                                                          |                                       |                                       |                                       |                                       |                                       |                                       |                                       |                                       |

## Sortie
- Corée du Sud: Aion est sorti en Corée du Sud le 25 novembre 2008, ce qui en fait le premier pays à obtenir une version finale du jeu. Étant donné le succès des jeux précédents de NCsoft, Lineage et Lineage II, Aion était un jeu très attendu en Corée du Sud depuis son annonce.
- Chine: le jeu est sorti en Chine le 16 avril 2009 et est exploité par Shanda Interactive Entertainment.
- Japon: NCsoft a sorti le jeu le 17 juillet 2009 au Japon sous NCsoft Japan. Depuis le 2 février 2010, Pixiv a collaboré avec NCsoft pour un concours spécial de fan art[26].
- Australie: NCsoft distribue Aion en Australie via QV Software et est sorti le 22 septembre 2009. En Australie, 3 éditions ont été publiées: Collectors Edition, Limited Edition et Standard Edition.Le jeu est également distribué via la plate-forme de distribution numérique de Valve, Steam, dans cette région[27].
- Taïwan: NCsoft a commencé une bêta ouverte d'Aion à Taïwan le 7 juin 2009 et a été publiée le 21 juillet 2009. La version 1.5 a été publiée le 21 octobre 2009. La version 2.0 a été publiée le 13 octobre 2010. Et la version 2 .1 a été publié le 24 novembre 2010.
- Europe: NCsoft a publié la version finale d'Aion en Europe le 25 septembre 2009[28]. En Europe, Aion était disponible en deux éditions: Standard Edition et Collectors Edition. Ce dernier comprend de nombreux éléments du jeu, des figurines, des affiches et le CD officiel de la bande sonore d'Aion du compositeur Yang Bang-Ean (connu sous le nom de Ryo Kunihiko au Japon).
- Amérique du Nord: Aion est sorti en Amérique du Nord le 22 septembre 2009. La sortie était accompagnée d'une bande dessinée gratuite de Wildstorm, Aiva's Story des écrivains David Noonan et Ricardo Sanchez, avec de l'art de Neil Googe pour ceux qui avaient précommandé[29]. Ceux qui avaient précommandé ont gagné une avance de 3 jours avant le lancement. Aion était disponible en deux éditions: Standard Edition et Collectors Edition. Ce dernier comprend de nombreux éléments du jeu, des figurines, des affiches et le CD officiel de la bande sonore d'Aion du compositeur Yang Bang-Ean (connu sous le nom de Ryo Kunihiko au Japon). Le jeu a été mis à disposition par les détaillants pour l'achat de DVD et via le téléchargement depuis NCsoft, Steam, le site Web de Gamestop, File Planet et Direct2Drive.
- Russie: bêta ouverte d'Aion en cours d'exécution depuis le 8 décembre 2009[30].En Russie, Aion est censé utiliser un modèle de paiement mixte avec abonnement mensuel et paiements supplémentaires pour les articles et les avantages du jeu[31].